# Rachel Blodgett Adams
Rachel Blodgett Adams (Woburn, 13 de outubro de 1894 – Providence, Rhode Island, 22 de janeiro de 1982) foi uma matemática estadunidense. Foi uma das primeiras mulheres a obter um doutorado em matemática, em 1921, no Radcliffe College.

## Formação e carreira
Rachel Blodgett Adams foi a mais velha de três filhos e frequentou de 1899 a 1908 uma escola pública e depois até 1912 a Woburn High School. Estudou depois matemática e latim no Wellesley College, obtendo o diploma em 1916. Frequentou o 1916 a Harvard Summer School e lecionou matemática de 1916 a 1918 na Miss Edgar's and Miss Cramp's School em Montreal, Quebec. Estou então no Radcliffe College, obtendo em 1919 um mestrado. Obteve um doutorado em 1921 com a tese The determination of the coefficients in interpolation formulae; and A study of the approximate solution of integral equations. De 1921 a 1922 lecionou matemática no Wellesley College. Em 1922 casou com o matemático Clarence Raymond Adams e viajou com ele até 1923 para Roma e Göttingen. Foi um ano depois de seu casamento membro da Mathematical Association of America (MAA) e de 1926 a 1941 tutora no Radcliffe College, assim como também o foi Mary Graustein.

## Publicações
- 1929: On the approximate solution of Fredholm’s homogeneous integral equation. Amer. J. Math. 51:139–48.